# Cheglevici, Timiș
Cheglevici (germană Keglewitschhausen, maghiară Keglevichhaza, bulgară Tiglivić) este un sat în comuna Dudeștii Vechi din județul Timiș, Banat, România. S-a mai numit Porumbești (1924-1925).